# Phyllachora alnicola
Phyllachora alnicola är en svampart som beskrevs av Rostr. 1880. Phyllachora alnicola ingår i släktet Phyllachora och familjen Phyllachoraceae.   Inga underarter finns listade i Catalogue of Life.